# Desaparició de Madeleine McCann
Madeleine Beth McCann (nascuda el 12 de maig de 2003) va desaparèixer la nit del 3 de maig del 2007 en un complex turístic de Praia da Luz, a la regió portuguesa de l'Algarve. El seu parador es desconeix.
Madeleine estava de vacances amb els seus pares Kate i Gerry McCannm, els seus germans bessons de dos anys i un grup d'amics de la família i els seus fills. Ella i els bessons s'havien quedat adormits a les 20:30 a l'apartament 5A del complex Ocean Club, mentre els seus pares i amics sopaven en un restaurant pròxim. Els pares van anar comprovant que els nens estaven bé fins que la mare de Madeleine va descobrir, a les 22:00, que la nena no hi era. Durant les setmanes següents, sobretot després d'interpretar malament una anàlisi d'ADN britànica, la policia portuguesa va creure que Madeleine havia mort en un accident a l'habitació, i els pares van ser interrogats en condició de sospitosos (arguidos), situació que el fiscal general de Portugal va arxivar el juliol de 2008 per manca de proves.
Els pares van continuar la recerca mitjançant detectius privats fins que el 2011 Scotland Yard va obrir la seva pròpia investigació, anomenada Operació Grange. El principal oficial de la mateixa va anunciar que estava tractant la desaparició com "un acte criminal comès per un estrany", probablement un segrest planejat o un robatori que va sortir malament. El 2013, Scotland Yard va publicar imatges realitzades a partir de tècniques electròniques d'identificació facial d'homes als quals volien ubicar, incloent la d'una home que va ser vist portant un nen cap a la platja la nit de la desaparició. Poc després, la policia portuguesa va reobrir la seva investigació. Tot i que els recursos destinats a l'Operació Grange es van reduir a partir del 2015, alguns investigadors la van continuar seguint línies d'investigació descrites coma significatives l'abril de 2017.

## Investigació de la fiscalia alemanya
El juny de 2020 la fiscalia de la ciutat alemanya de Braunschweig va fer públic un comunicat on declarava creure que Madeleine estava morta, i que el principal sospitós del seu segrest i assassinat era Christian Brueckner, un ciutadà alemany amb un llarg historial de condemnes per delictes sexuals, que en el moment de la desaparició de Madeleine es trobava a Praia da Luz. Aquesta línia d'investigació va ser confirmada per Scotland Yard, que va sol·licitar ajuda per trobar testimonis. El maig de 2021, el fiscal Hans Christian Wolters va declarar en una entrevista al Daily Mirror que noves pistes indicarien que Madeleine va morir a Portugal i, per tant, no va ser traslladada a Alemanya com en un inici s'havia especulat. L'abril de 2022 Christian Brueckner va ser imputat de manera formal com a sospitós pel cas per les autoritats alemanyes, a petició de la fiscalia portuguesa.